# 錯聴
錯聴（さくちょう、英: auditory illusion）とは、音や外部の刺激に対して誤った知覚を得てしまう現象である。耳で起きる、目の錯覚に相当するものとされている。聴取者は刺激内に存在しない音や、状況的に聴こえるはずのない音を知覚する。錯聴は人間の耳と脳が完全な音声受容組織ではないことを明らかにしている。これは人間が現実には鳴っていない音を聴き、その音に反応できることを示している。

## 錯聴の原因
単語に含まれる音は埋め込み音と呼ばれ、その音は錯聴の原因のひとつである。この音は、言葉を話すときに口の形を変えることで簡単に再現できる。同じ言葉であるのに誰かが2つの異なる音を聴くことができた。たとえば、「far(遠い)」と「bar(バー)」と言っている2人の異なる人物を見ている人がいる場合、聴こえる単語は、誰が見ているかによって決まる。

## 例
錯聴の世界にはさまざまな例が数多く存在する。
- バイノーラルビート
- 定スペクトルメロディ（英語版）
- ドイチュのスケール錯覚（英語版）
- フランセン効果（英語版）
- グリッサンド錯視（英語版）
- 幻想的なトーンの連続性（英語版）
- 幻想的な不連続（英語版）
- 基本周波数を欠落させ倍音だけを重ね合わせた音を聞くと、基本周波数の音が聞こえる（欠落した基本周波数（英語版））
- 非可逆音声圧縮の様々な音響心理学的トリック
- マクガーク効果
- オクターブイリュージョン（英語版） / Deutsch's High-Low Illusion
- 聴覚パレイドリア ：ランダムな雑音の中で不明瞭な声を聴く。
- シェパードトーン、三全音パラドックス（英語版）
- 音声合成の錯覚[6]
- YannyかLaurelか